# Суховей, Сергей Алексеевич
Серге́й Алексе́евич Сухове́й (род. 25 октября 1975) — российский спортсмен (Ушу), тренер, популяризатор восточных единоборств и оздоровительных практик. Кинорежиссёр, сценарист, фотограф.
4-х кратный чемпион мира, 9-х кратный чемпион Европы, многократный победитель Чемпионатов и Кубков России, мастер спорта России международного класса по ушу. Владеет стилями ушу: тайцзицюань, чанцюань, тунбэй, пигуа, цзуйцюань. Владеет разными видами оружия ушу: цзянь, тайцзицзянь, цзуйцзянь, цян, цзюцзебянь, шуанцзянь, шуангоу. Сам считает своим сильнейшим и любимым видом цяншу (копьё).
Подготовил четырех чемпионов мира по спортивному и традиционному ушу.

## Образование
1998 год - Филологический факультет Новосибирского государственного педагогического университета.
2011 год - Факультет физической культуры Новосибирского государственного педагогического университета.
2024 год - Академия кинематографического и театрального искусства Н. С. Михалкова, режиссёрская мастерская В.И.Хотиненко, В.А.Фенченко.

## Биография
В детстве собирался стать художником. В 1990 году с отличием окончил художественную школу.
В 1989 году начал заниматься ушу и цигун. Первый тренер - Алексей Шамаев.
С 1990 года член Театра боевых искусств «Черная пантера» под руководством тренера Константина Житковского. 
Константин Житковский увлёк идеей гармоничного развития личности.
В 1991 году занялся спортивным ушу под руководством Алексея Белкина, обучавшегося в Шэньянском институте физкультуры.
1992 год – начало тренерской деятельности.
1996—2004 годы — член сборной команды России по ушу под руководством  Г.Н. Музрукова, Т.В. Куприяновой.
В 2001 году организовал в Новосибирске Центр развития ушу «Архат», который возглавлял до 2023 года.
В 2002 году вместе с сестрой, Еленой Суховей, создал Федерацию спортивного ушу Новосибирской области.
2002—2005 годы — официальный представитель Федерации ушу России в Сибирском федеральном округе.
2003 – 2007 годы – организатор Чемпионатов и Первенств Сибирского федерального округа по ушу и Международного турнира «Сибирский дракон».
С 2004 года тренер Новосибирского центра высшего спортивного мастерства.
2006 год - возглавил Федерацию спортивного ушу Новосибирской области
2010 год — старший тренер сборной России по традиционному ушу.
2005-2014 годы - перерыв в собственной спортивной карьере. Тренировал профессиональных спортсменов и любителей в Новосибирском центре высшего спортивного мастерства и Центре развития ушу «Архат», четверо его учеников стали чемпионами мира.
В 2014 году по рекомендации президента Федерации ушу России Г.Н. Музрукова возобновил спортивную карьеру, выступал на Чемпионатах Европы и мира.
С 2014 по 2018 год стал четырёхкратным чемпионом мира и девятикратным чемпионом Европы.
2015 и 2016 годы — ведущий официальных всероссийских семинаров Федерации ушу России по направлениям тайцзицюань и тайцзи цзянь.
В 2017 году открыл «Добрый клуб» - разновозрастный центр физического развития по различным дисциплинам.
Как тренер работает с профессиональными и любительскими группами всех возрастов. Проводит семинары для тренеров по разным направлениям ушу и цигун.
Важное направление — работа с любительскими группами детей и взрослых; ведёт занятия по ушу и цигун, организует выездные лагеря и семинары. Возраст учеников разных групп от 5 до более 80 лет. Активно пропагандирует ушу и оздоровительные практики, не только в г. Новосибирске, но и по всему миру. Регулярно проводит бесплатные занятия цигун и тайцзицюань для всех желающих. Одно из направлений деятельности - онлайн обучение цигун. 
С 2017 года в соавторстве с врачом Андреем Викторовичем Моренковым занимается адаптацией преподавания цигун с учетом специфики менталитета и условий жизни современного городского жителя вне региона Юго-Восточной Азии.
Лучшие ученики - чемпионы мира:
Мария Мягкова - 2-кратная чемпионка мира;
Иван Молчанов - 3-кратный чемпион мира;
Анастасия Шалабанова - 2-кратная чемпионка мира;
Павел Муратов - чемпион мира по спортивному ушу (тренировался у С.А.Суховея до переезда в Москву - с 2001 по 2013 годы).
А также: 
Дарья Демченко - серебряный и бронзовый призер Чемпионатов мира, чемпионка Европы;
Евгений Гоголев - серебряный призер Чемпионата мира;
Александр Гоголев - победитель и призер Первенств Европы;
Алексей Суховей - победитель и призер Первенства Европы;
Евгений Демидов - призер Первенств Европы;
Глафира Китик - призер Первенств Европы.

## Семья
Жена — Ожиринская Алена Борисовна, сын Алексей 2005 г.р. Сын тренируется под руководством отца, победитель Первенств России и Европы.

## Спортивные достижения
В 1992 году впервые победил на Первенстве России среди юниоров, А затем с 1995 по 2005 годы неоднократно становился победителем и призёром Чемпионатов и Кубков России по ушу-таолу и ушу-чуаньтун в видах программы  Цзяньшу (меч), Цяншу, Тайцзицюань, Цзюцзебянь (цепь), Пигуацюань (традиционный стиль без оружия), Тунбэйцюань, Цзуйцзянь, Цзуйцюань, Дуйлянь, Многоборье.
Всего в копилке Сергея Суховея 40 золотых медалей с Чемпионатов и Кубков России по ушу-таолу, в том числе два раза за победу в многоборье на Чемпионатах России по традиционным видам ушу (2004 и 2005 годы).
После 2005 года соревновался на международной арене, основные дисциплины — тайцзицюань и тайцзицзянь.
По 2007 год информация о победах и призовых местах на российских и международных соревнованиях приведена в Энциклопедии «Боевые искусства России», с 2014 года публиковалась в результатах соревнований Федерации ушу России и Международной федерации ушу.
| Результат | Год  | Соревнование                          | Дисциплина           |
| --------- | ---- | ------------------------------------- | -------------------- |
| 1 место   | 1997 | Международный Шаолиньский турнир      | Тайцзицюань          |
| 2 место   |      |                                       | Цяншу                |
| 3 место   | 1998 | Чемпионат Европы                      | Тайцзицюань          |
| 2 место   | 1999 | Международный Шаолиньский турнир      | Тайцзицюань          |
| 3 место   |      |                                       | Цяншу                |
| 3 место   |      |                                       | Цзяньшу              |
| 1 место   | 2000 | Международный Пекинский турнир        | Цяншу                |
| 2 место   |      |                                       | Цзюцзебянь           |
| 3 место   |      |                                       | Цзяньшу              |
| 2 место   |      | Чемпионат Европы                      | Цяншу                |
| 2 место   |      |                                       | Традиционное оружие  |
| 2 место   | 2004 | Международный пекинский турнир по ушу | Цяншу                |
| 2 место   |      |                                       | Тайцзицюань          |
| 3 место   |      |                                       | Тайцзи цзянь         |
| 1 место   | 2007 | Пекинский международный турнир по ушу | Тайцзицюань          |
| 1 место   | 2014 | Чемпионат Европы                      | Тайцзицюань          |
| 1 место   |      |                                       | Тайцзи цзянь         |
| 1 место   |      | Чемпионат мира по традиционному ушу   | Тайцзицюань          |
| 1 место   |      | Первый чемпионат мира по тайцзицюань  | 42 формы тайцзицюань |
| 1 место   |      |                                       | 42 формы тайцзицзянь |
| 1 место   | 2015 | Чемпионат Европы                      | Тайцзицюань          |
| 1 место   | 2016 | Чемпионат Европы                      | 42 формы тайцзицюань |
| 1 место   |      |                                       | Тайцзицюань          |
| 2 место   |      |                                       | Ян ши тайцзицюань    |
| 1 место   |      |                                       | Дуйлянь              |
| 2 место   | 2017 | Чемпионат Европы                      | Тайцзицюань          |
| 1 место   |      |                                       | Тайцзи цзянь         |
| 1 место   |      | Чемпионат мира по традиционному ушу   | Тайцзицюань          |
| 1 место   | 2018 | Чемпионат Европы                      | Тайцзицюань          |
| 3 место   |      |                                       | Тайцзи цзянь         |
| 1 место   |      |                                       | Ян-ши тайцзицюань    |

## Кино и фотография
Наряду со спортом С. А. Суховей фотограф, занимается художественной фотографией с 2004 года, член Союза фотохудожников России с 2016 года. Главные для него темы — ушу, движение, красота природы и человеческого тела. Автор серии коллажей для Федерации ушу России, которыми оформлен Московский дворец ушу. Автор фотографий для афиш нескольких чемпионатов Европы по ушу.
В городах Томске, Новокузнецке, Новосибирске прошли персональные выставки фоторабот «Природа движения».
2014 год — занял 2-е место в Национальной премии «Лучший фотограф» в номинации «ню».
2018 год — золотая медаль на международном фотоконкурсе Trierenberg Super circuit в номинации «Music and dance».
Помимо спорта и фотографии С.А. Суховей занимается видеосъемкой, снимает мотивационные спортивные ролики и музыкальные клипы. С 2020 года стал режиссером авторского игрового кино. 
Первые его короткометражные фильмы – «Подмена» и «Чай сам себя не выпьет». Премьера фильма "Подмена" прошла 27 сентября 2021 г. в новосибирском Центре культуры и отдыха «Победа»  . Премьерный показ и выход в прокат фильма "Чай сам себя не выпьет" состоялся там же 18 апреля 2022 г. Творческая встреча с автором и премьерный показ третьего фильма, "Ближе, чем Луна", посвящённого проблемам подростков, состоялась 13 октября 2023 г. В 2024 году окончил Академию кинематографического и театрального искусства Н.С. Михалкова.